# The London Sessions
The London Sessions – trzynasty album studyjny amerykańskiej wokalistki R&B-owej, Mary J. Blige, którego premiera odbyła się 24 listopada 2014 roku.

## Historia albumu

### Tło i nagrywanie
Po wydaniu w 2013 roku świątecznej płyty pt. A Mary Christmas oraz oficjalnej ścieżki dźwiękowej do filmu Think Like a Man Too w kolejnym roku, Blige poinformowała o wyjeździe do Londynu w celu zaczerpnięcia nowych inspiracji muzycznych. Wokalistka spędziła miesiąc w londyńskim RAK Studios razem z brytyjskimi twórcami, takimi jak Disclosure, Naughty Boy, Emeli Sandé i Sam Smith.
W wywiadzie dla magazynu The Guardian producent wykonawczy płyty, Rodney Jerkins, przyznał:

Jest tutaj [w Londynie] tak różna muzyka. Różnorodność rodzi kolejne pokolenie. W Kalifornii muzyka wydaje się być ciągle taka sama. Właśnie teraz masz tu te wibracje muzyki house lat 90. - to zdaje się być świeże. Tańczyć, świętować - czuć się dobrze w życiu. Tworzymy album Mary J. Blige, a ona przedstawia światu nowe style.

Sama wokalistka dodała, że chcieli zostać częścią Londynu... naprawdę wsiąknąć w tę kulturę – naprawdę nią żyć. (...) Artyści tutaj mają ogromną wolność robienia tego, co kochają. Słuchając radia możesz usłyszeć wolność. Muzyka żyje i oddycha – możesz tego posłuchać np. na ostatniej płycie Adele. Największą inspiracją dla Blige został brytyjski duet Disclosure, których muzyką artystka zainteresowała się po przesłuchaniu ich singla „F for You”. Po zaproponowaniu im nagrania nowej wersji piosenki, postanowiła pozostać w Londynie, by zagłębić się w tamtejszą kulturę oraz wolność do tworzenia tego, co się kocha.
Producent opublikował w sieci także mini-dokument filmowy, prezentujący pracę Blige nad albumem w studiu nagraniowym.

### Kompozycje
Singiel „Right Now” został opisany przez Howarda Lawrence z projektu Disclosure słowami: zaczyna się akordami, które zagrałem na fortepianie Jimmy'ego Napesa. Wzięliśmy to i nadaliśmy wszystkiemu „disclosure-owego” brzmienia dzięki perkusji, które nagrał Guy [Lawrence]. Mary pozostawiła nam instrumentalną część tego utworu i zaangażowała się bardziej w liryczną stronę piosenki.
Tom Horan z magazynu The Observer przyznał, że utwór „Pick Me Up” autorstwa Naughty'ego Boya i Emeli Sandé miesza brzmienia sub-bass z klarnetem i perkusjonaliami, przypominając dzięki temu klimat muzyki UK garage wczesnych lat 00. Inną piosenkę z płyty, „Therapy”, Sam Smith nazwał ścieżką doo wopową.

### Single
Pierwszy singiel z albumu, „Therapy”, został napisany przez samą wokalistkę we współpracy z Samem Smithem i Eg White'em. Utwór został udostępniony do sprzedaży internetowej w serwisie iTunes 23 września. Tydzień później wydana została druga piosenka promująca płytę – „Whole Damn Year”.
Singiel „Right Now” został wydany przez Blige 25 września 2014 roku. Utwór trafił do radia 27 października. 17 lutego 2015 roku premierę radiową miał czwarty singiel z płyty – „Doubt”, do którego w marcu opublikowano teledysk.

### Promocja
W ramach akcji promocyjnej albumu, Blige wystąpiła 25 września 2014 roku podczas festiwalu iTunes Festival.

## Lista utworów
Spis sporządzono na podstawie materiału źródłowego:
| Nr  | Tytuł utworu       | Autor(zy)                                                            | Produkcja   | Długość |
| --- | ------------------ | -------------------------------------------------------------------- | ----------- | ------- |
| 1.  | „Therapy”          | Mary J. Blige, Sam Smith, Eg White                                   | Eg White    | 3:22    |
| 2.  | „Doubt”            | Blige, Sam Romans                                                    |             | 3:59    |
| 3.  | „Not Loving You”   | Blige, James Napier, Smith                                           |             | 3:26    |
| 4.  | „When You're Gone” | Blige, Napier, White                                                 |             | 3:24    |
| 5.  | „Right Now”        | Blige, Smith, Napier, Guy Lawrence, Howard Lawrence                  | Disclosure  | 3:49    |
| 6.  | „My Loving”        | Blige, Romans, Rodney Jerkins                                        |             | 4:25    |
| 7.  | „Long Hard Look”   | Blige, Romans, Harry Craze, Hugo Chegwin, Ben Harrison, James Murray |             | 3:36    |
| 8.  | „Whole Damn Year”  | Blige, Emeli Sandé, Knox Brown                                       | Naughty Boy | 4:11    |
| 9.  | „Nobody But You”   | Blige, Smith, Napier, Matthew Coleman                                |             | 4:38    |
| 10. | „Pick Me Up”       | Blige, Sandé, Naughty Boy, Shakil Ashraf                             |             | 3:07    |
| 11. | „Follow”           | Blige, Napier, G. Lawrence, H. Lawrence                              | Disclosure  |         |
|     |                    |                                                                      |             | 37:57   |

## Historia wydania
| Kraj              | Data              | Format               | Wytwórnia | Wydanie     |
| ----------------- | ----------------- | -------------------- | --------- | ----------- |
| Wielka Brytania   | 24 listopada 2014 | CD, digital download | Capitol   | Standardowe |
| Stany Zjednoczone | 2 grudnia 2014    | CD, digital download | Capitol   | Standardowe |